# Зільберштейн Ілля Самойлович
Зільберштейн Ілля Самойлович (28 березня 1905, Одеса — 22 травня 1988, Москва) — російський літературний критик, літературознавець, мистецтвознавець, колекціонер, доктор мистецтвознавства. Один із засновників і редактор збірників «Літературна спадщина» (98 томів, 1931—1988). Понад двадцять тисяч історичних документів з історії російської культури були повернуті з-за кордону і приватних зібрань у державні фонди та архіви СРСР завдяки зусиллям Іллі Самойловича Зільберштейна. Засновник Музею приватних колекцій у Москві (був відкритий 24 січня 1994 року).

## Біографія
Ілля Самойлович Зільберштейн народився 28 березня 1905 року в Одесі. Батько служив бухгалтером на фабриці Абрикосових, у матері не було навіть початкової освіти. З ранніх років захопився російською літературою та мистецтвом, проводив багато часу в крамницях одеських букіністів.
Навчався в Одеському інституті народної освіти У 1923 році переїхав до Петрограду. У 1926 році закінчив Ленінградський державний університет. Тоді ж 21-річний Ілля Зільберштейн почав публікувати свої перші статті та книги, присвячені життю і творчості Олександра Сергійовича Пушкіна, Олександра Сергійовича Грибоєдова, Федора Михайловича Достоєвського та Івана Сергійовича Тургенєва.
У 1966—1967 роках він побував у Парижі (за запрошенням Луї Арагона), де зустрівся з деякими людьми, відомими у російській історії, такими як: Бенуа Олександр Миколайович, Марк Шагал, князь Фелікс Юсупов, Серж Лифар, Пешков Зіновій. Він вивіз з еміграції 20 тисяч одиниць зберігання: архівні довідки, листи, документи, предмети образотворчого мистецтва. Про цінність колекції можна судити з такого факту: коли фронт у 1941-му наближався до Москви, Комітет у справах мистецтв при Раді Міністрів СРСР ухвалив рішення евакуювати в тил поряд з музейними скарбами і найбільш значущі приватні колекції. Такими були визнані всього три колекції: балерини К. Гельцер, співачки Л. Русланової, мистецтвознавця і літературознавця І. Зільберштейна. Початком колекції були два малюнки Бориса Григор'єва, які у 1921 році він придбав в антикварному магазині на Дерибасівській на перший гонорар від своєї статті!
Колекція Зільберштейна налічує більше 2000 творів найвищої якості. Тривога за долю свого зібрання і численні приклади зникнення колекцій призвели Зільберштейна до вирішення принести своє зібрання в дар Державному музею образотворчих мистецтв імені О. С. Пушкіна.
Похований на Кунцевському кладовищі в Москві.

## Сценарист
Автор сценарію до фільму «Подорож до Арзруму» (1936 рік) за однойменним твором Пушкіна.

## Нагороди
Був нагороджений орденом «Знак Пошани», медалями. Лауреат Державної премії СРСР (1979). Член Спілки письменників СРСР (1968).